# Zespół roślinności
Zespół roślinny, asocjacja roślinna, fitoasocjacja (skrót: Ass. od association) – najniższa kategoria syntaksonomiczna. Jest to naturalne zbiorowisko roślinne o charakterystycznym, określonym składzie gatunkowym i charakterystycznej kombinacji gatunków, wśród których szczególnie ważną rolę odgrywają tzw. gatunki charakterystyczne, występujące niemal wyłącznie w tym zespole. W charakterystyce zespołu roślinnego wyróżnia się gatunki przewodnie, wyróżniające, towarzyszące i przypadkowe (jest to opis tzw. wierności) oraz określa się częstość występowania gatunków (czyli tzw. stałość). Zespół roślinny jest bytem abstrakcyjnym powtarzającym się w czasie i przestrzeni w podobnych warunkach przyrodniczych. Konkretnie realizujące się w rzeczywistości w przyrodzie zbiorowiska roślinne (fitocenozy) mogą być do niego przyrównywane, jeśli spełniają określone kryteria.
Tak pojmowana jednostka roślinności ma charakter taksonomiczny (syntakson). Hierarchia syntaksonów jest wzorowana na hierarchii taksonów. Syntaksony, podobnie jak taksony, są określane nazwami łacińskimi zgodnie z zasadami syntaksonomii regulowanymi przez Kodeks Nomenklatury Fitosocjologicznej (Code of Phytosociological Nomenclature) przygotowywany przez IAVS (Międzynarodowe Stowarzyszenie Fitosocjologiczne), np.:
- Angelico-Cirsietum oleracei R. Tx. 1937 em. Oberd. 1967
- Sambucetum racemosae (Noirf. 1949) Oberd. 1973
- Asplenio viridis-Cystopteridetum Oberd. (1936) 1949